# Brissidae
De Brissidae zijn een familie van zee-egels (Echinoida) uit de orde Spatangoida.

## Geslachten
Onderfamilie Brissinae
- Anabrissus Mortensen, 1950
- Anametalia Mortensen, 1950
- Brissus Gray, 1825
- Cionobrissus A. Agassiz, 1879
- Idiobryssus H.L. Clark, 1939
- Meoma Gray, 1851
- Metalia Gray, 1855
- Neopneustes Duncan, 1889
- Peraspatangus Philip & Foster, 1971 †
- Plagiobrissus Pomel, 1883
- Rhynobrissus A. Agassiz, 1872
- Schizobrissus Pomel, 1869 †
- Taimanawa Henderson & Fell, 1969

Onderfamilie Brissopsinae Lambert, 1905
- Brissalius Coppard, 2008
- Brissopsis L. Agassiz, 1840